# Chiến tranh Toyota
Chiến tranh Toyota là tên thường dùng để chỉ đến giai đoạn cuối cùng của cuộc xung đột vũ trang Chad-Lybia, diễn ra vào năm 1987 ở miền bắc nước Chad cho tới biên giới Chad-Libya. Tên gọi này xuất phát từ những chiếc xe bán tải của Toyota, chủ yếu là dòng Toyota Hilux và dòng Toyota Land Cruiser, để vận chuyển binh lính Chad đánh trận với lực lượng Libya. Cuộc chiến kết thúc với thất bại nặng nề cho Libya khi họ mất hơn một phần mười tổng binh lực với tổng cộng 7500 lính bị giết, cùng với đó là số trang thiết bị quân sự trị giá lên đến 1,5 tỷ đôla Mỹ bị phá hủy. Chad mất 1,000 quân.